# Apodacra similis
Apodacra similis är en tvåvingeart som beskrevs av Boris Borisovitsch Rohdendorf 1927. Apodacra similis ingår i släktet Apodacra och familjen köttflugor.
Artens utbredningsområde är Mongoliet. Inga underarter finns listade i Catalogue of Life.